# Denizli (provins)

Karta över Turkiet med provinsen Denizli markerad.

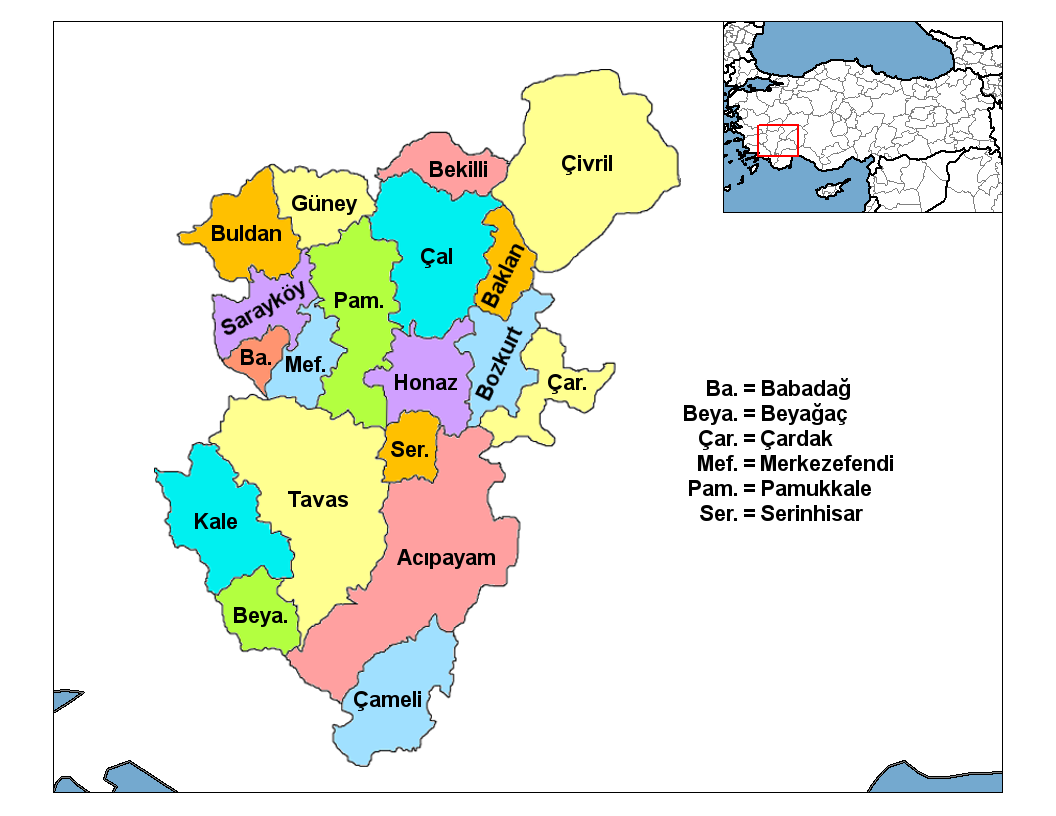
Distrikt i provinsen Denizli.

Denizli är en provins i västra Turkiet, och har 907 325 invånare (2007) på en yta av 11 805 km2. Det gör en befolkningsdensitet av 76,86 invånare per km2. Den administrativa huvudorten är staden Denizli.

## Administrativ indelning
Provinsen är indelad i nitton distrikt.
| Distrikt         | Areal (km²) | Invånarantal 31 december 2007 |
| ---------------- | ----------- | ----------------------------- |
| Merkez (Denizli) | 799         | 494 961                       |
| Acıpayam         | 1 628       | 58 687                        |
| Akköy            | 186         | 5 225                         |
| Babadağ          | 180         | 7 950                         |
| Baklan           | 374         | 6 913                         |
| Bekilli          | 253         | 8 691                         |
| Beyağaç          | 184         | 7 122                         |
| Bozkurt          | 359         | 11 834                        |
| Buldan           | 508         | 27 380                        |
| Çal              | 886         | 24 157                        |
| Çameli           | 708         | 20 953                        |
| Çardak           | 323         | 9 372                         |
| Çivril           | 1 478       | 61 301                        |
| Güney            | 533         | 12 422                        |
| Honaz            | 497         | 28 941                        |
| Kale             | 680         | 22 542                        |
| Sarayköy         | 418         | 30 028                        |
| Serinhisar       | 226         | 15 371                        |
| Tavas            | 1 585       | 53 475                        |
| TOTALT           | 11 805      | 907 325                       |

Distrikten är uppkallade efter sina administrativa huvudorter.